# Heimatmuseum Leubingen

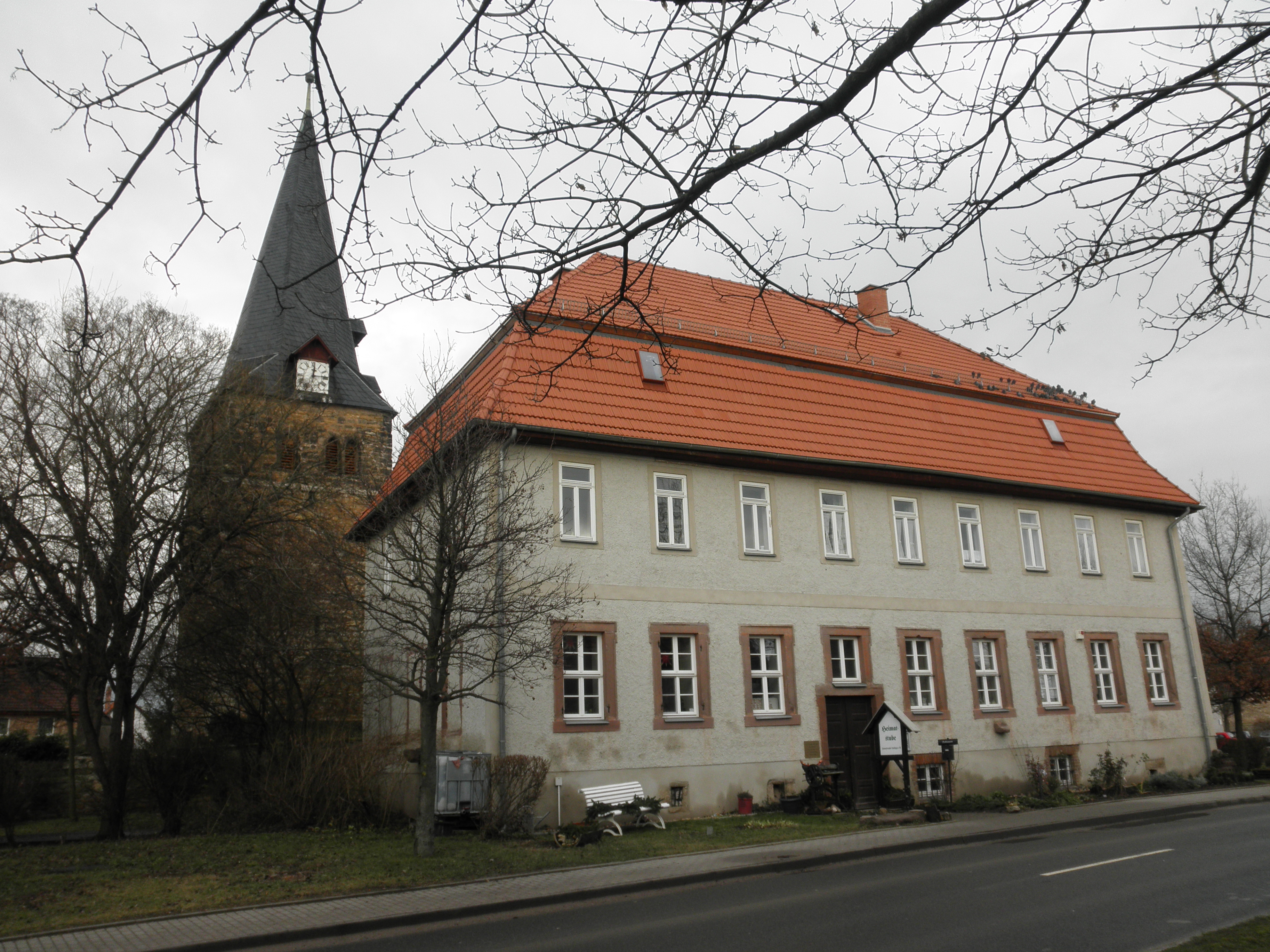
Sitz des Heimatfreunde Leubingen e.V. und Heimatmuseum

Das Heimatmuseum Leubingen (Eigenname: Heimatstube) ist ein Museum in Leubingen, einem Ortsteil der Kreisstadt Sömmerda im Landkreis Sömmerda in Thüringen. Das Museum ist Bestandteil der musealen Einrichtungen in der Region und gehört zur Museumslandschaft der Stadt Sömmerda. Träger der Einrichtung ist der Ortsverein Heimatfreunde Leubingen e. V.

## Zum Museum
Die Heimatfreunde Leubingen e. V. beschlossen in ihrem Gründungsjahr 1994 die Einrichtung eines Museums. Gemeinsam mit Bürgern des Ortes und der Umgebung sammelten sie historische Gegenstände aus dem ländlichen Bereich und der Region und halfen bei der Einrichtung. Mit Unterstützung durch die Stadt Sömmerda erfolgte die Eröffnung der Heimatstube am 15. Juni 1995 im ehemaligen Pfarrhaus des Ortes. In 13 Räumen bzw. auf 200 Quadratmetern Präsentations- und Ausstellungsfläche informieren fast 5000 Ausstellungsstücke zu Brauchtum und Tradition aus dem ländlichen Bereich und der Region. Gezeigt werden:
- eine historische Küche, eine „Gute Stube“ und ein historisches Schlafzimmer um 1930,
- historische Kleidung und Accessoires sowie historische Bilder, Fotos und Schriften,
- eine Sammlung von Arbeitsgeräten für Haus, Hof und Feld und Werkzeugen der ländlichen Handwerke,
- eine Sammlung militärischer Uniformen und Geräte und
- ein DDR-Raum mit einer Sammlung typischer Alltagsgegenstände aus dieser Zeit.[2]

## Der Fürstengrabhügel

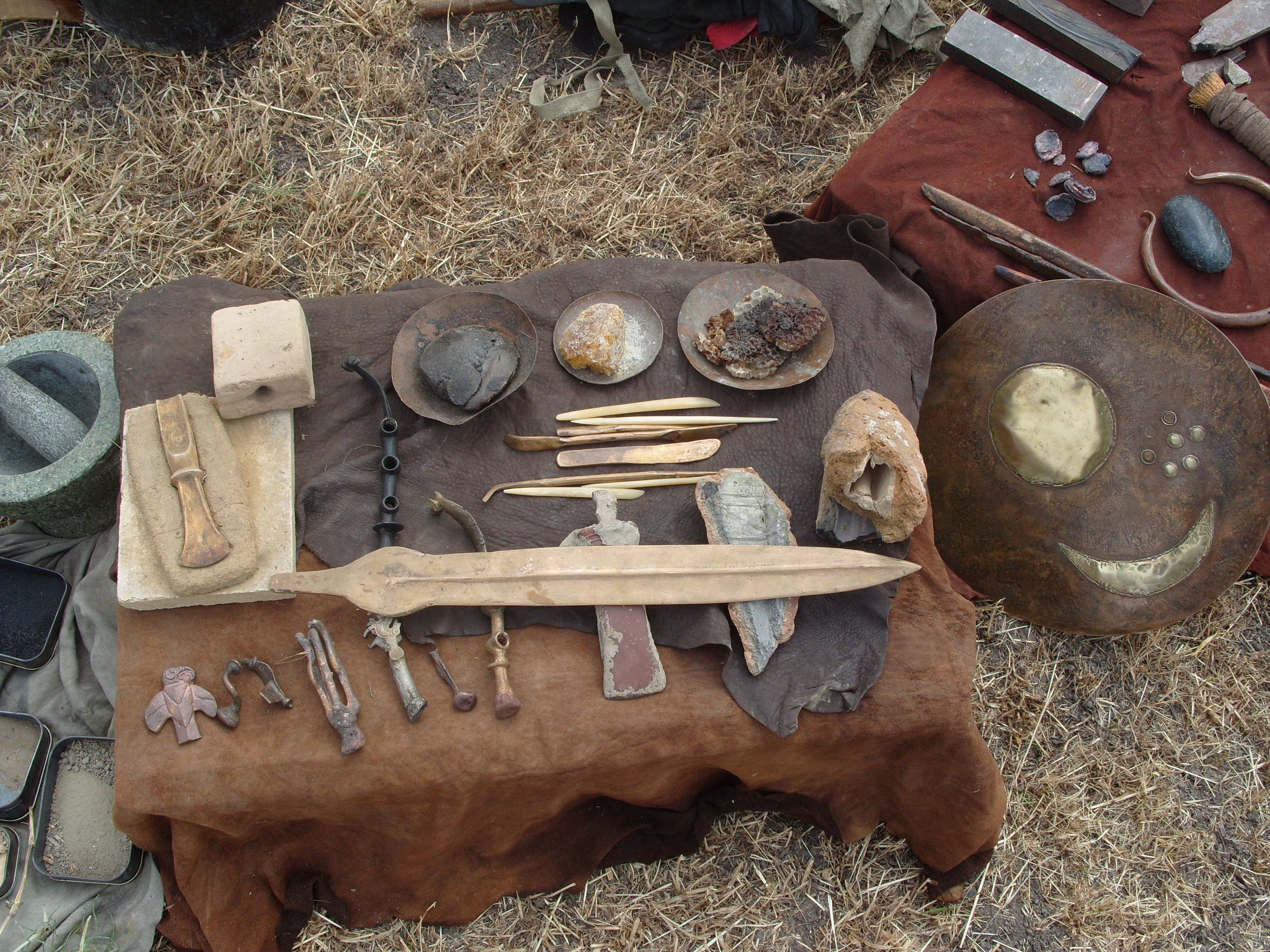
Bronzezeitliche Schmiedearbeiten (Rekonstruktion), u. a. unfertige Himmelsscheibe (Vorführung während des Leubinger Hügelfestes 2010 vom Archäotechniker Frank Trommer im Auftrag des Heimatvereins)

In Zusammenarbeit mit dem Thüringer Landesamt für Denkmalpflege und Archäologie wurde die Grabkammer im Leubinger Hügelgrab nachgebildet. Dazu kamen Repliken der Grabbeigaben und fundiertes Wissen um die Ereignisse und Geschehnisse beim Bronzeschmieden in der frühen Bronzezeit.
Die hiesige Bevölkerung feiert zur Sonnenwende am bronzezeitlichen Fürstengrab das Leubinger Hügelfest. Im Jahr 2019 fand das fünfundzwanzigjährige Jubiläumsfest des Leubinger Heimatvereins statt.
Das Heimatmuseum steht auf der Liste der Kulturdenkmale in Sömmerda.